# Manfred Karl Schretter
Manfred Karl Schretter (* 25. Februar 1944 in Breitenwang) ist ein österreichischer Altorientalist.

## Leben
Nach der Matura 1962 am Bischöflichen Gymnasium Paulinum in Schwaz studierte er von 1962 bis 1971 altorientalische Philologie und klassische Philologie in Innsbruck. Nach der Promotion 1971 zum Dr. phil. an der Universität Innsbruck erhielt er 1971 ein Forschungsstipendium für das Forschungsprojekt Innsbrucker Sumerisches Lexikon am Institut für Sprachen und Kulturen des Alten Orients an der Universität Innsbruck. Von 1972 bis 1977 war er Vertragsassistent für das genannte Forschungsprojekt, wo er seit 1977 Universitätsassistent und Lehrbeauftragter (1984–1986) war. Ihm wurde 1986 die Lehrbefugnis als Universitätsdozent für Sprachen und Kulturen des Alten Orients verliehen. Seit 1986 leitet er des Forschungsprojekts Innsbrucker Sumerisches Lexikon in der Nachfolge von Karl Oberhuber. Vom 1. Oktober 1986 bis zum 1. Oktober 1987 leitete er das Institut als provisorischer Institutsvorstand. 1988 wurde er Oberassistent und in ein bleibendes Dienstverhältnis übernommen. 1997 wurde er zum außerordentlichen Universitätsprofessor ernannt. Er ist seit 1998 mit Eveline Schretter-Irschick verheiratet.
Seine Forschungsschwerpunkte sind sumerische Lexikologie und Sprachwissenschaft.
Seit 1962 ist er Mitglied der katholischen Studentenverbindung AV Vindelicia Innsbruck im ÖCV.

## Schriften (Auswahl)
- Alter Orient und Hellas. Fragen der Beeinflussung griechischen Gedankengutes aus altorientalischen Quellen, dargestellt an den Göttern Nergal, Rescheph, Apollon (= Innsbrucker Beiträge zur Kulturwissenschaft. Sonderheft 33). Institut für Sprachwissenschaft der Universität Innsbruck, Innsbruck 1974, ISBN 3-85124-048-0 (zugleich Dissertation, Innsbruck 1971).
- Emesal-Studien. Sprach- und literaturgeschichtliche Untersuchungen zur sogenannten Frauensprache des Sumerischen (= Innsbrucker Beiträge zur Kulturwissenschaft. Sonderheft 69). Institut für Sprachwissenschaft der Universität Innsbruck, Innsbruck 1990, ISBN 3-85124-142-8 (zugleich Habilitationsschrift, Innsbruck 1986).
- als Herausgeber: Karl Oberhuber: Innsbrucker Sumerisches Lexikon (ISL) des Instituts für Sprachen und Kulturen des Alten Orients an der Universität Innsbruck. Abteilung 1. Sumerisches Lexikon zu den zweisprachigen literarischen Texten. Band 1. Sumerisches Lexikon zu "George Reisner, Sumerisch-babylonische Hymnen nach Thontafeln griechischer Zeit (Berlin 1896)" (SBH) und verwandten Texten (= Innsbrucker Beiträge zur Kulturwissenschaft. Sonderheft 70). Institut für Sprachwissenschaft der Universität Innsbruck, Innsbruck 1990, ISBN 3-85124-144-4.
- als Herausgeber mit Sebastian Fink und Martin Lang: Mehrsprachigkeit. Vom Alten Orient bis zum Esperanto (= Dubsar. Band 2). Zaphon, Münster 2018, ISBN 3-96327-004-7.